# 諏訪忠誠
諏訪 忠誠（すわ ただまさ）は、江戸時代末期の譜代大名、老中。信濃諏訪藩第9代藩主。

## 生涯
文政4年（1821年）、諏訪忠恕の長男に生まれる。天保11年（1840年）、父の隠居に伴い家督を相続した。外祖父の松平定信は忠誠の人となりを見て、将来有望であると太鼓判を押した。その予想通り万延元年（1860年）に若年寄、文久2年（1862年）に寺社奉行、元治元年（1864年）には老中に就任する。
同年、武田耕雲斎率いる水戸天狗党（総勢1000人の浪士）は京を目指し、10月20日には諏訪藩領内の和田峠を越えようとさしかかった。幕府は諏訪藩と隣の松本藩に出兵を命じ、諏訪・松本両藩2000人は和田峠で迎撃をしたが、藩兵は6名の犠牲者を出し、突破されている。
老中在任中の慶応元年（1865年）、将軍・徳川家茂が長州征討のため出陣するのに強く反対し、同じ立場だった長岡藩主の牧野忠恭とともに老中職を罷免された。
慶応4年（1868年）5月24日に隠居し、養嗣子とした甥の忠礼に家督を譲った。同年の戊辰戦争では諏訪高島藩は新政府方に加わり、幕府方と交戦している。
明治4年（1871年）4月、東京に移住した。明治11年（1878年）10月、忠礼の死去により家督を再び相続した。明治17年（1884年）7月、子爵の爵位を授かった。
明治31年（1898年）に死去した。家督は娘婿の忠元（溝口直溥の十四男）が継いだ。その後、忠元の娘千賀子の婿に仙石政固の五男（庶子)を迎えて諏訪忠久として襲爵し、娘広子は商人植村伝助（植村秀の父）の妻となった。

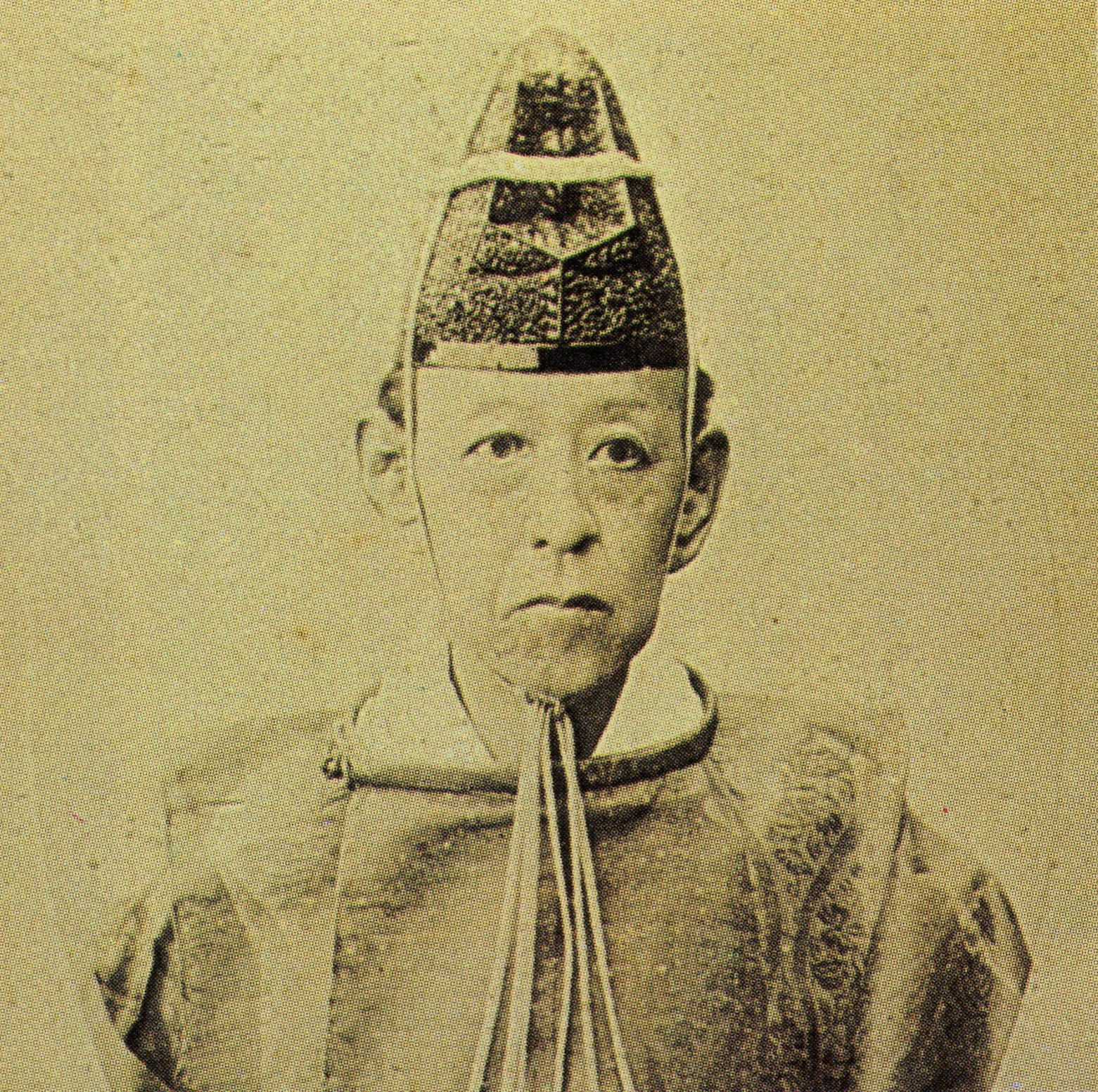
諏訪忠誠

## 年譜
※日付=旧暦。但し、明治6年以降は新暦。
- 1821年（文政4年）、誕生。
- 1835年（天保6年）12月15日、従五位下因幡守に叙任。
- 1840年（天保11年）11月5日、家督相続し、高島藩主継承。
- 1860年（万延年）6月1日、若年寄就任。
- 1861年（文久元年）8月11日、若年寄辞職。
- 1862年（文久2年）10月9日、寺社奉行就任（時に奏者番廃止により兼務無し）。 11月11日、若年寄に異動再任。　12月18日、勝手掛及び外国御用取扱兼務。
- 1864年（元治元年）6月18日、若年寄御役御免。 6月29日、老中格に異動。　7月23日、老中に異動。　9月1日、従四位下に昇叙。因幡守如元。　10月13日、外国御用取扱兼務。　11月10日、侍従兼任。
- 1865年（慶応元年）4月19日、老中免職。
- 1868年（慶応4年）5月、隠居。
- 1874年（明治7年）、東京都港区芝公園鎮座の芝東照宮祠官就任。
- 1878年（明治11年）7月、東京都港区芝大門鎮座の芝大神宮祠官就任。
- 1879年（明治12年）6月、芝大神宮祠官辞任。
- 1882年（明治15年）4月、芝大神宮祠官再任。
- 1884年（明治17年）7月8日、子爵授爵。
- 1889年（明治22年）11月、芝大神宮祠官辞任。
- 1891年（明治24年）2月、長野県諏訪市鎮座の諏訪神社（現今の諏訪大社）宮司就任。
- 1893年（明治26年）12月、諏訪神社宮司辞任。
- 1895年（明治28年）8月、芝大神宮社司就任。
- 1897年（明治30年）5月、芝大神宮社司辞任。
- 1898年（明治31年）、死去、享年77。

## 家族
父母
- 諏訪忠恕（父）
- 烈、清昌院 ー 陸奥国白川藩主松平定信の娘（母）

妻
- 侃、貞鏡院 ー 三河国西尾藩主松平乗寛の娘（1番目の妻）
- 達 ー 石見国浜田藩主松平康任の娘（2番目の妻）
- 雄、瓊芳院 ー 丹波国福知山藩主朽木綱条の娘（3番目の妻）

子女
- 諏訪直子（直姫） ー 諏訪忠礼正室
- 諏訪延子 ー 鳥居成善[3]室
- 諏訪晴子 ー 諏訪忠元正室

養子
- 諏訪忠礼 ー 諏訪頼威の次男。甥であり婿養子。
- 諏訪忠固 ー 諏訪頼知弟
- 諏訪忠元 ー 越後国新発田藩主溝口直溥の十四男

## 栄典
- 1887年（明治20年）12月26日 - 正四位[4]